# Wos
Valentín Oliva, de nom artístic Wos, (Buenos Aires, 23 de gener del 1998) és un raper i freestyler argentí. És conegut per haver guanyat al 2018 la Red Bull Batalla de los Gallos i la Freestyle Master Series de l'Argentina.

## Carrera
Va créixer al barri de Chacarrita de Buenos Aires. Després d'escola passava les tardes al carrer, anant a veure batalles de galls a les places, i per això va començar a fer batalles.
El 2013 va participar per primera vegada a El Quinto Escalón, que era una de les competicions de batalles de galls més famoses. L'any 2016 va proclamar-se'n campió, derrotant Klan a la final.
El 2017 va ser el seu millor any. Va aconseguir classificar-se per la Final Nacional de la Red Bull Batalla de los Gallos, competició que va acabar guanyant. Hi havia arribat sent una de les persones amb possibilitats de guanyar, però sense ser el preferit del públic. Després de sortir-ne guanyador, però, es va demostrar que era un dels millors competidors de l'Argentina. El mateix 2017 va assistir a la competició més important en el panorama del freestyle, la Red Bull Batalla de los Gallos internacional. Allà va anar passant fàcilment les rondes fins a la final, quan es va trobar amb Aczino, local i el gran preferit. Wos va acabar quedant subcampió internacional, lloc que li assegurava l'assistència a la internacional del proper any.
El 2018 va participar a molts esdeveniments, el primer la Double AA de Chile, on va caure eliminat per Aczino en vuitens de finals. Però no va ser el mateix en la Double Aa de l'Argentina, ja que Wos va aconseguir el primer lloc, guanyant a gent com Aczino o Force. Va participar al Lollapalooza 2018 a Argentina, on va fer una exhibició, una batalla 3vs3, Papo, Dtoke i Wos vs Chuty, Skone i Invert.
Al haver quedat subcampió en la Red Bull Batalla de los Gallos internacional, on va passar totes les rondes sense cap rèplica, la final va ser una gran batalla en la qual Wos va poder mostrar més nivell que l'oponent, Aczino, quedant campió internacional del 2018.
També va participar en la FMS (Freestyle Master Series) de l'Argentina, una competició en la qual es valora la continuïtat, ja que és una lliga amb 10 participants, en què en cada jornada cada competidor batalla amb un de diferent. Wos va proclamar-se campió de la FMS Argentina 2018, havent guanyat en 8 de les 9 jornades, i havent perdut només amb Replik.
També va fer d'actor protagonista a la pel·lícula Las Vegas (2018) dirigida per Juan Villegas.

## Discografia
| Cançó                              | Album    | Any  |
| ---------------------------------- | -------- | ---- |
| Primera les de vida (amb el Rizas) | -        | 2015 |
| Abancado                           | -        | 2016 |
| Protocolo (amb el Branzai)         | -        | 2017 |
| Purpura                            | -        | 2018 |
| Andromeda                          | -        | 2018 |
| Terraza                            | -        | 2019 |
| Animal (amb el Acru)               | -        | 2019 |
| Canguro                            | Caravana | 2019 |
| Melon vino                         | Caravana | 2019 |
| Fresco                             | Caravana | 2019 |
| Pantano                            | Caravana | 2019 |
| Luz delito                         | Caravana | 2019 |
| Okupa                              | Caravana | 2019 |
| No va a bajar                      | Caravana | 2019 |